# Indumentària de la Creta antiga
La indumentària de la Creta antiga ha arribat amb imatges artístiques que il·lustren com es vestien els habitants de Creta.

## Indumentària masculina
Al principi de l'edat antiga els homes portatven únicament un tapall, que tenia forma d'un davantal amb una cua per cobrir la part del darrere. Per influència ciclàdica van incorporar uns pantalons ajustats, però sempre amb el tors descobert i peces que deixaven àmplia llibertat de moviments, com corresponia a una societat atlètica. A l'hivern es protegien amb abrics curts de llana. Opcionalment es cobrien el cap amb turbants o capells de pell, que no tapaven tot el cabell, ja que era costum dur-lo llarg. Als peus portaven botes recobertes de pell d'isard, únicament a l'exterior, perquè a casa anaven descalços.

## Indumentària femenina
La primera roba coneguda és una faldilla curta de lli que tenia una cinta per subjectar una petita daga o ganivet per tal que la dona es pogués defensar en els seus trajectes. Posteriorment aquesta faldilla va convertir-se en un vestit que deixava els pits exposats, però cobria les espatlles. Durant el període minoic es complementava amb una cotilla per marcar el perfil de la cintura i s'adornava amb joies diverses. Aquesta cotilla es va anar sofisticant amb volants i ornaments que feien joc amb els primers capells. Com a calçat, les dones portaven sandàlies, com en altres indrets mediterranis, o botes curtes.